# Volkspark Mariendorf

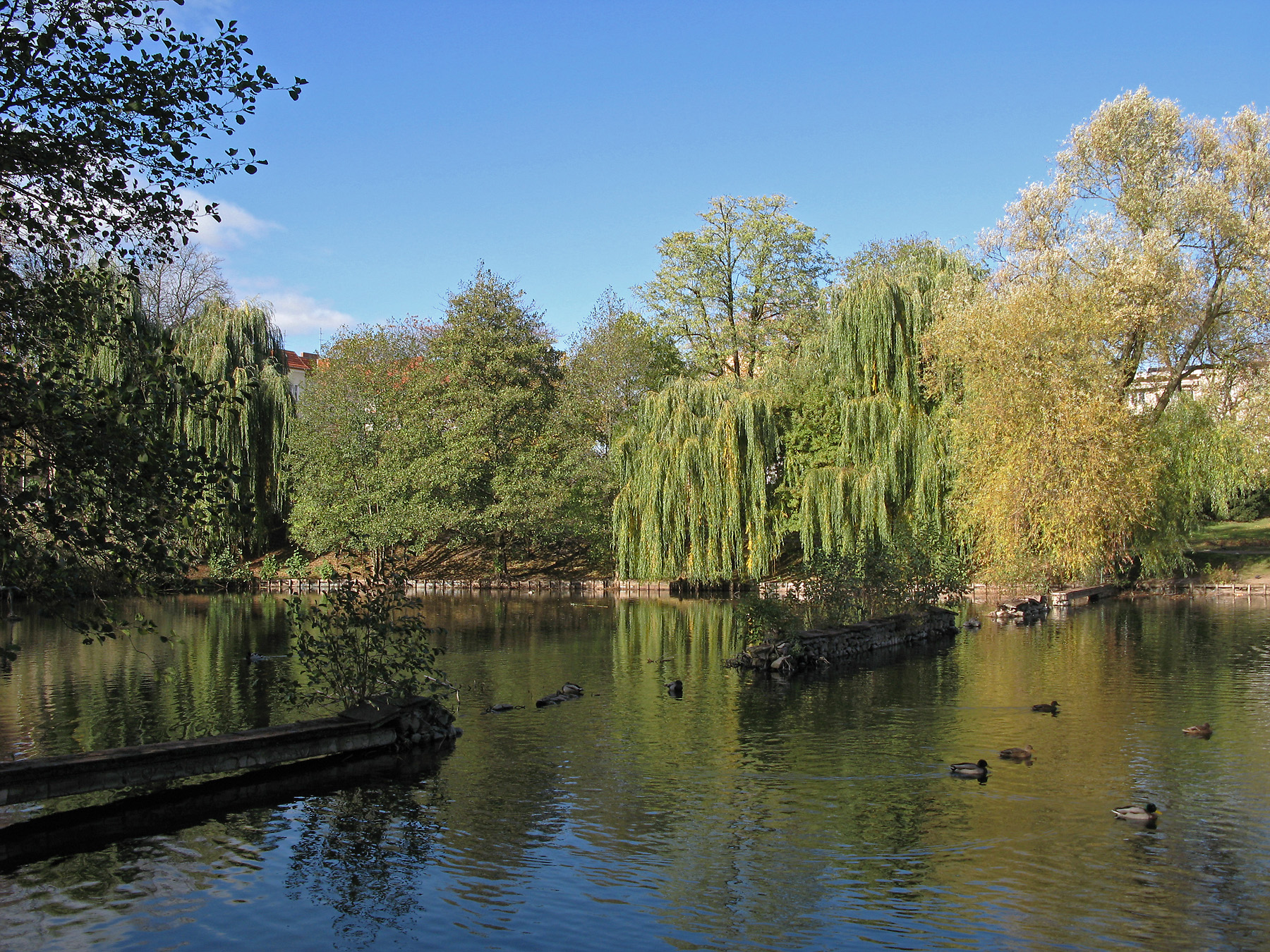

Het Volkspark Mariendorf is een park in het Berlijnse stadsdeel Mariendorf. Het park werd gebouwd in 1924 en is ongeveer 13 hectare groot. Architect was Ernst A. Harrich.
In het park is een kleine heuvel, een poel met bronzen kindfiguren en drie meertjes (Eckernpfuhl, Bluehmelteich, Karpfenpfuhl). In de zomer is er een rozentuin.
Het  "Volksparkstadion Berlin" (capaciteit 10.000 toeschouwers), wordt vooral gebruikt voor voetbalwedstrijden en is het thuisstadion  van "Mariendorfer Sportverein 06". In de nabijheid is er ook een terrein voor hockey en een openbaar zwembad.
Jaarlijkse attractie is het "Internationaler Kulturlustgarten" rond Hemelvaartsdag, met talrijke culturele manifestaties en met duizenden bezoekers uit Berlijn en omgeving. Eveneens jaarlijks is er "Rocktreff", de grootste wedstrijd voor amateur-rockgroepen.